# AirAsia Philippines
Philippines AirAsia es una aerolínea de bajo coste con base en Filipinas. Philippines AirAsia tiene su base de operaciones principal en el Aeropuerto Internacional de Clark en Ángeles, Pampanga. La aerolínea es la filial filipina de AirAsia, una aerolínea con base en Malasia. La aerolínea es fruto de la colaboración entre inversores filipinos y AirAsia International Ltd, una filial de AirAsia Inc. El grupo filipino incluye a Antonio Cojuangco, Jr., antiguo propietario de Associated Broadcasting Company que gestionaba la TV5, Micheal Romero, un emprendedor y gestor portuario, y Marianne Hontiveros. La colaboración fue aprobada el 7 de diciembre de 2010 por la Oficina de Inversiones, una agencia gubernamental encargada de aprobar las grandes inversiones monetarias.

## Historia
Desde la constitución de Filipinas no se han permitido los negocios registrados en el país con una participación extrajera del 100%, el inversor malayo Tony Fernandes alcanzó un acuerdo de colaboración 40-60 con un grupo de ejecutivos filipinos. La colaboración fue aprobada el 7 de diciembre de 2010.
El 15 de agosto de 2011, AirAsia Philippines recibió su primer y nuevo avión con la librea, un Airbus A320 que llegó a Aeropuerto Internacional de Clark en Clark, Ángeles, Pampanga. El 8 de noviembre de 2011, AirAsia Phillipines recibió su segundo A320.
El 7 de febrero de 2012, la aerolínea recibió su Certificado de Operador Aéreo de la Dirección de Aviación Civil de Filipinas que posibilita a la aerolínea volar en espacio aéreo filipino.
El 8 de abril de 2012, AirAsia Philippines llegó a un acuerdo con Victory Liner, una de las mayores compañías provinciales de autobuses que operan en Filipinas, para proporcionar servicios gratuitos de lanzadera para los pasajeros del Aeropuerto Internacional de Clark.

## Destinos
AirAsia Philippines comenzó sus operaciones en marzo de 2012 utilizando sus dos nuevos Airbus 320-200. Actualmente, AirAsia Philippines sirve cuatro destinos internacionales y tres domésticos: Kuala Lumpur, Kota Kinabalu, Hong Kong, Macau, Dávao, Kalibo, y Puerto Princesa.

## Destinos futuros
Este de Asia
- Incheon
- Xiamen

Sureste de Asia
- Bangkok
- Kuching
- Singapur

## Flota
El primer A320-200 de AirAsia Philippines, registro F-WWIH (que fue registrado como RP-C8189 tras su entrega) fue fotografiado en el aeropuerto de Hamburgo. El 15 de agosto de 2011, el avión aterrizó en el aeropuerto internacional de Clark. El segundo avión llegó a finales de 2011 y los otros dos aviones restantes llegarán durante 2012. El segundo avión registrado RP-C8190 fue entregado el 8 de noviembre de 2011.
En junio de 2023, Philippines AirAsia posee una flota con las siguientes aeronaves para servir sus rutas.
La flota de la aerolínea posee a abril de 2023 una edad media de 15.1 años.